# Музей ленинградского детства
Музей ленинградского детства — подразделение школы № 55 Петроградского района Санкт-Петербурга.

## История создания музея

### Основание музея
Музей ленинградского детства располагается в Петербургской школе № 55 Петроградского района. История возникновения музея началась в 2013 году с волонтерской деятельности учеников школы. Ребята поздравляли ветеранов своего округа. Надежда Михайловна Мурыгина, в детстве пережившая блокаду Ленинграда, показала коллекцию кукол, потом она решила передать основную часть коллекции школе. Так родилась идея создания музея.
Территориальное расположение школы вблизи от крупнейшего телевизионного центра, телевизионная история района, истории выпускников школы, которые принимали непосредственное участие в развитии отечественного телевидения и радиовещания, а также проектно-исследовательская деятельность учителей и учащихся стали причиной появления другого ведущего направления музейной деятельности — истории детского ленинградского телевидения.

### Открытие музея
16 декабря 2013 года в школе № 55 состоялось торжественное открытие школьного «Музея детства», посвященного истории кукол детского ленинградского телевидения.
Первоначально музейная коллекция была небольшой и в основном состояла из фотографий героев телевизионной передачи «Большой фестиваль», но проведение открытия музея вызвало огромный интерес в средствах массовой информации и отклик общественности. Активисты музея пригласили в музей редакторов, режиссёров, актёров, художников, которые работали над созданием детских телевизионных передач, каждый из которых умножал музейную коллекцию новыми экспонатами.
16 мая 2014 года в школе состоялась презентация книги, посвященной героям детских ленинградских телевизионных передач «Мультлото» и «Большой фестиваль», Хохе, Тото и Веснушке, которые почти двадцать лет воспитывали и смешили детей.
- Встреча с Хохой в Музее ленинградского детства
- Презентация книги Большой фестиваль

### Переименование музея
- Экскурсии в Музее ленинградского детства
- В Музее ленинградского детства

В 2014 году в музей пришла работать Дарья Николаевна Соболева, реставратор, искусствовед и историк игрушки. Экспозиция значительно пополнилась предметами из фондов музея «Мир детства» с. Вятского Ярославской области, создательницей и владелицей которого является Ирина Леонидовна Бусева-Давыдова.

## Экспозиция музея
Экспозиция музея охватывает период истории детства маленьких ленинградцев с 30-х по 80-е годы.
В музее можно увидеть игрушки ленинградских фабрик, познакомиться с историей их создания. Экспозиция музея рассказывает о советской школе, детской общественной работе, пионерах и октябрятах, детском быте и играх.
В школьном музее фотографии кукольных героев детских передач ленинградского телевидения и сами куклы: Хоха, Веснушка, Телевичок и другие.
Ежегодно в музее проводятся тематические выставки:
«Искусство театра кукол», на основе коллекции и материалов Алены Гончаровой, художника-постановщика театра кукол (2014);
«Игрушки Льва Разумовского» (2016);
«Африка Советского детства», на основе коллекции Валерии Морозовой (2018);
«Куклы в России между Первой и Второй мировой» (2020).
В музее проводятся различные тематические мероприятия.

## Научная деятельность
Издательская деятельность Музея стала возможна благодаря опыту издания литературно-художественной школьной газеты «Лист кисти Ниггля».
Главное достижение издания — проведение регулярных Радиомостов с различными культурными деятелями.
20 ноября 2017 года в музее состоялась встреча учащихся школы с Александрой Анастасией Гамильтон, герцогиней Аберкорнской, потомком императора Николая I и А. С. Пушкина. Герцогиню сопровождала Ирина Арсеньевна Кириллова, переводчик Королевской семьи, профессор Кембриджского университета.
В 2014 году состоялась презентация книги «Мультлото» и «Большой фестиваль». История детских телевизионных передач ленинградского телевидения".
В 2019 году сотрудниками музея и учащимися школы была издана книга «Большой фестиваль — 30 лет».
- Александра Гамильтон в Музее ленинградского детства
- Презентация книги «Мультлото», «Большой фестиваль», «История детских передач ленинградского телевидения»